# Transports en commun de Lons-le-Saunier
Pour les articles homonymes, voir Tallis (homonymie).
Pour l’article ayant un titre homophone, voir Thalys.

## Le réseau
ECLA fait vivre les valeurs de performance économique, de cohésion territoriale et d’innovation environnementale qui font l’identité du bassin de vie avec un objectif assumé : le bien-être et la qualité de vie de ceux et celles qui y vivent.
Autorité Organisatrice de la Mobilité sur son périmètre, ECLA fait de son réseau de transport public un élément clé de son ambition.
Auparavant délégué à Keolis Monts Jura, filiale du groupe Keolis, le réseau ECLA Mobilités est exploité depuis le 1er août 2024 par la SPL Mobilités Bourgogne-Franche-Comté, dont la communauté d’agglomération de Lons-le-Saunier est actionnaire. C’est également à cette date qu’est introduit un nouveau mode de fonctionnement hybride entre lignes régulières et transport à la demande sur le réseau urbain, et que l’ancien nom commercial « Tallis » est abandonné.
Le réseau urbain est composé de 4 lignes régulières permettant de se déplacer dans Lons-le-Saunier, Montmorot et Perrigny. Celles-ci ne suivent des horaires fixes qu’aux heures de pointe du matin, du midi et du soir. En période creuse, lorsque la fréquentation est moindre, leur exploitation cesse et laisse place à un service de transport à la demande urbain.
Le réseau périurbain se base quant à lui exclusivement sur un transport à la demande fonctionnant sur réservation. Il est complété pour les lignes régionales du réseau Mobigo, mais également par 14 lignes scolaires qui assurent la desserte pour les écoliers.

## Communes desservies
Le réseau de transport Tallis dessert les 23 communes de la Communauté d'agglomération de Lons-le-Saunier.
Liste des communes desservies :
- Baume-les-Messieurs
- Briod
- Cesancey
- Chille
- Chilly-le-Vignoble
- Condamine
- Conliège
- Courbouzon
- Courlans
- Courlaoux
- Frébuans
- L'Etoile
- Le Pin
- Lons-le-Saunier
- Messia-sur-Sorne
- Montmorot
- Pannessières
- Perrigny
- Publy
- Revigny
- Saint-Didier
- Trenal
- Vevy

## Le réseau

### Le réseau urbain
Le réseau urbain dessert principalement la ville de Lons-le-Saunier, ainsi que les communes alentour de Perrigny et Montmorot. Le réseau est exploité du lundi au samedi et pendant les vacances scolaires. Son fonctionnement est hybride et varie selon deux périodes distinctes dans la journée :
- En heures de pointe, le réseau circule avec des lignes régulières classiques, qui desservent tous les arrêts du parcours à des horaires précis. Les périodes de pointe sont celles entre 7h et 9h, entre 11h30 et 14h30, et entre 16h et 18h30.
- Aux heures creuses, en raison de la moindre fréquentation, un service de transport à la demande sur réservation prend le relais. Les véhicules couvrent tous les arrêts urbains de manière indifférenciée, qu’ils appartiennent à une ligne ou une autre. Les périodes creuses sont comprises entre les périodes de pointe, mais aussi le matin entre 6h et 7h et le soir entre 18h30 et 19h30.

#### Les lignes régulières
Les Lignes Régulières 1, 2 et 3 desservent les communes et quartiers de Lons-le-Saunier, Perrigny, Montmorot et assurent la desserte de proximité. Elles permettent soit de se rendre directement au centre-ville, soit d'avoir une correspondance avec une autre ligne. Ce service fonctionne du lundi au samedi, de 6h30 à 19h30, périodes scolaire et vacances confondues.
Depuis le 1er août 2018 et l'arrivée du nouveau réseau Tallis, les lignes 1, 2 et 3 remplacent les précédentes lignes A, B, C et D, pour offrir une meilleure desserte du cœur de l'agglomération lédonienne. Des modifications ont également été apportées en ce qui concerne les horaires, et la fréquence des bus a été augmentée à un passage toutes les 30 minutes sur les périodes de pointe.
| Ligne | Caractéristiques | Caractéristiques                             | Caractéristiques                             | Caractéristiques                             | Caractéristiques                                              | Caractéristiques                             | Caractéristiques                             | Caractéristiques                             | Caractéristiques                             |
| 1     | Ligne 1 | Ligne 1                                      | Ligne 1                                      | Ligne 1                                      | Ligne 1                                                       | Ligne 1                                      | Ligne 1                                      | Ligne 1                                      | Ligne 1                                      |
| 1     | Montciel / Gare SNCF ⥋ Collège Saint Exupéry | Montciel / Gare SNCF ⥋ Collège Saint Exupéry | Montciel / Gare SNCF ⥋ Collège Saint Exupéry | Montciel / Gare SNCF ⥋ Collège Saint Exupéry | Montciel / Gare SNCF ⥋ Collège Saint Exupéry                  | Montciel / Gare SNCF ⥋ Collège Saint Exupéry | Montciel / Gare SNCF ⥋ Collège Saint Exupéry | Montciel / Gare SNCF ⥋ Collège Saint Exupéry | Montciel / Gare SNCF ⥋ Collège Saint Exupéry |
| ----- | --- | -------------------------------------------- | -------------------------------------------- | -------------------------------------------- | ------------------------------------------------------------- | -------------------------------------------- | -------------------------------------------- | -------------------------------------------- | -------------------------------------------- |
| 1     | Ouverture / Fermeture 1er août 2018 / — | Longueur 5 km                                | Durée 21 min                                 | Nb. d’arrêts 20                              | Matériel Mercedes Citaro C2K / HeuliezBus GX127               | Jours de fonctionnement L, Ma, Me, J, V, S   | Jour / Soir / Nuit / Fêtes O / — / N / N     | Voy. / an —                                  | Exploitant Keolis Monts Jura                 |
| 1     | Desserte : Lons-le-Saunier. Principaux arrêts : Gare SNCF, Théâtre, CC La Marjorie, Thurel, Cinémas-Médiathèque, St Exupéry, Montciel. |                                              |                                              |                                              |                                                               |                                              |                                              |                                              |                                              |
| 1     | Autre : La ligne 1 reprend majoritairement le parcours de l'ancienne ligne B, entre le Théâtre et le Collège Saint Exupéry. Entre la Gare SNCF et le Théâtre, elle reprend la ligne A. C'est la ligne du réseau qui possède la plus grande fréquence de passage, puisqu'elle dessert les principaux quartiers et équipements de la ville. |                                              |                                              |                                              |                                                               |                                              |                                              |                                              |                                              |
| 1     | Dernière actualisation : — |                                              |                                              |                                              |                                                               |                                              |                                              |                                              |                                              |
| 2     | Ligne 2 | Ligne 2                                      | Ligne 2                                      | Ligne 2                                      | Ligne 2                                                       | Ligne 2                                      | Ligne 2                                      | Ligne 2                                      | Ligne 2                                      |
| 2     | Hôpital ⥋ Mathy (Montmorot) |                                              |                                              |                                              |                                                               |                                              |                                              |                                              |                                              |
| 2     | Ouverture / Fermeture 1er août 2018 / — | Longueur 6,5 km                              | Durée 23 min                                 | Nb. d’arrêts 18                              | Matériel Mercedes Citaro K / HeuliezBus GX127                 | Jours de fonctionnement L, Ma, Me, J, V, S   | Jour / Soir / Nuit / Fêtes O / — / N / N     | Voy. / an —                                  | Exploitant Keolis Monts Jura                 |
| 2     | Desserte : Lons-le-Saunier et Montmorot. Principaux arrêts : Théâtre, Hôpital, Jean Michel, Maison Vache qui Rit, Mairie Montmorot, Mathy. |                                              |                                              |                                              |                                                               |                                              |                                              |                                              |                                              |
| 2     | Autre : La ligne 2 reprend la tracé de l'ancienne ligne D entre les arrêts Mathy et Théâtre, puis celui de l'ancienne ligne A, entre le Théâtre et l'Hôpital. |                                              |                                              |                                              |                                                               |                                              |                                              |                                              |                                              |
| 2     | Dernière actualisation : — |                                              |                                              |                                              |                                                               |                                              |                                              |                                              |                                              |
| 3a    | Ligne 3a | Ligne 3a                                     | Ligne 3a                                     | Ligne 3a                                     | Ligne 3a                                                      | Ligne 3a                                     | Ligne 3a                                     | Ligne 3a                                     | Ligne 3a                                     |
| 3a    | Espace Chantrans (Montmorot) ⥋ Perrigny |                                              |                                              |                                              |                                                               |                                              |                                              |                                              |                                              |
| 3a    | Ouverture / Fermeture 1er août 2018 / — | Longueur 7,5 km                              | Durée 26 min                                 | Nb. d’arrêts 17                              | Matériel Mercedes-Benz Citaro C2K / Dietrich City 23 Sprinter | Jours de fonctionnement L, Ma, Me, J, V, S   | Jour / Soir / Nuit / Fêtes O / — / N / N     | Voy. / an —                                  | Exploitant Keolis Monts Jura                 |
| 3a    | Desserte : Lons-le-Saunier, Montmorot et Perrigny. Principaux arrêts : Théâtre, Chantrans, Juraparc, Thurel, Aqua'Rel Camping, Perrigny Transformateur. |                                              |                                              |                                              |                                                               |                                              |                                              |                                              |                                              |
| 3a    | Autre : La ligne 3A reprend le trajet de l'ancienne ligne D de Chantrans jusqu'au Théâtre, puis de l'ancienne ligne A du Théâtre jusqu'à Aqua'Rel. |                                              |                                              |                                              |                                                               |                                              |                                              |                                              |                                              |
| 3a    | Dernière actualisation : — |                                              |                                              |                                              |                                                               |                                              |                                              |                                              |                                              |
| 3b    | Ligne 3b | Ligne 3b                                     | Ligne 3b                                     | Ligne 3b                                     | Ligne 3b                                                      | Ligne 3b                                     | Ligne 3b                                     | Ligne 3b                                     | Ligne 3b                                     |
| 3b    | Espace Chantrans (Montmorot) ⥋ Perosey |                                              |                                              |                                              |                                                               |                                              |                                              |                                              |                                              |
| 3b    | Ouverture / Fermeture 1er août 2018 / — | Longueur 6,5 km                              | Durée 20 min                                 | Nb. d’arrêts 15                              | Matériel Mercedes-Benz Citaro C2K / Dietrich City 23 Sprinter | Jours de fonctionnement L, Ma, Me, J, V, S   | Jour / Soir / Nuit / Fêtes O / — / N / N     | Voy. / an —                                  | Exploitant Keolis Monts Jura                 |
| 3b    | Desserte : Lons-le-Saunier, Montmorot et Perrigny. Principaux arrêts : Théâtre, Chantrans, Juraparc, Thurel, Mairie-ECLA, Pôle Sportif, Perosey. |                                              |                                              |                                              |                                                               |                                              |                                              |                                              |                                              |
| 3b    | Autre : La ligne 3B reprend le trajet de l'ancienne ligne D de Chantrans jusqu'au Théâtre, puis de l'ancienne ligne C du Théâtre jusqu'aux Perosey. |                                              |                                              |                                              |                                                               |                                              |                                              |                                              |                                              |
| 3b    | Dernière actualisation : — |                                              |                                              |                                              |                                                               |                                              |                                              |                                              |                                              |

### Navettes
Les différentes Navettes assurent un service complémentaire aux Lignes Régulières, notamment aux heures de pointe pour renforcer la couverture du réseau. Elles reprennent pour la plupart une partie des trajets effectués par les Lignes Régulières, tout en les prolongeant vers des quartiers où la demande est présente à des heures précises. Ce service fonctionne du lundi au vendredi (selon les lignes), uniquement en période scolaire.
Le nouveau réseau du 1er août 2018 crée ces trois nouvelles navettes, pour compléter l'offre de transport dans certains quartiers : Navette Les Toupes, Navette Les Pendants, Navette Mancy
| Ligne        | Caractéristiques | Caractéristiques           | Caractéristiques           | Caractéristiques           | Caractéristiques                                  | Caractéristiques                        | Caractéristiques                         | Caractéristiques           | Caractéristiques             |
| Les Toupes   | Navette Les Toupes | Navette Les Toupes         | Navette Les Toupes         | Navette Les Toupes         | Navette Les Toupes                                | Navette Les Toupes                      | Navette Les Toupes                       | Navette Les Toupes         | Navette Les Toupes           |
| Les Toupes   | Théâtre / Thurel ⥋ Perosey | Théâtre / Thurel ⥋ Perosey | Théâtre / Thurel ⥋ Perosey | Théâtre / Thurel ⥋ Perosey | Théâtre / Thurel ⥋ Perosey                        | Théâtre / Thurel ⥋ Perosey              | Théâtre / Thurel ⥋ Perosey               | Théâtre / Thurel ⥋ Perosey | Théâtre / Thurel ⥋ Perosey   |
| ------------ | --- | -------------------------- | -------------------------- | -------------------------- | ------------------------------------------------- | --------------------------------------- | ---------------------------------------- | -------------------------- | ---------------------------- |
| Les Toupes   | Ouverture / Fermeture 1er août 2018 / — | Longueur 7 km              | Durée 23 min               | Nb. d’arrêts 19            | Matériel Noventis 400 / Dietrich City 23 Sprinter | Jours de fonctionnement L, Ma, Me, J, V | Jour / Soir / Nuit / Fêtes O / — / N / N | Voy. / an —                | Exploitant Keolis Monts Jura |
| Les Toupes   | Desserte : Lons-le-Saunier. Principaux arrêts : Théâtre, Thurel, Toupes, Pôle Sportif, Rouget de Lisle, Perosey.                                                                         |                            |                            |                            |                                                   |                                         |                                          |                            |                              |
| Les Toupes   | Autre : La Navette Les Toupes remplace l'ancienne ligne C dans la partie de son trajet au cœur du quartier du même nom.                                                                  |                            |                            |                            |                                                   |                                         |                                          |                            |                              |
| Les Toupes   | Dernière actualisation : — |                            |                            |                            |                                                   |                                         |                                          |                            |                              |
| Les Pendants | Navette Les Pendants | Navette Les Pendants       | Navette Les Pendants       | Navette Les Pendants       | Navette Les Pendants                              | Navette Les Pendants                    | Navette Les Pendants                     | Navette Les Pendants       | Navette Les Pendants         |
| Les Pendants | Jean Michel / Saint Exupéry ⥋ Théâtre / Abbé Lemire |                            |                            |                            |                                                   |                                         |                                          |                            |                              |
| Les Pendants | Ouverture / Fermeture 1er août 2018 / — | Longueur 6,5 / 7,5 km      | Durée 21 / 29 min          | Nb. d’arrêts 17 / 30       | Matériel Noventis 400 / Dietrich City 23 Sprinter | Jours de fonctionnement L, Ma, Me, J, V | Jour / Soir / Nuit / Fêtes O / — / N / N | Voy. / an —                | Exploitant Keolis Monts Jura |
| Les Pendants | Desserte : Lons-le-Saunier. Principaux arrêts : Jean Michel, Saint Exupéry, Théâtre, Place du marché, Bercaille, Abbé Lemire.                                                            |                            |                            |                            |                                                   |                                         |                                          |                            |                              |
| Les Pendants | Autre : La Navette Les Pendants remplace l'ancienne ligne A dans la partie de son trajet au cœur du quartier du même nom. Elle effectue plusieurs trajets différents selon les terminus. |                            |                            |                            |                                                   |                                         |                                          |                            |                              |
| Les Pendants | Dernière actualisation : — |                            |                            |                            |                                                   |                                         |                                          |                            |                              |
| Mancy        | Navette Mancy | Navette Mancy              | Navette Mancy              | Navette Mancy              | Navette Mancy                                     | Navette Mancy                           | Navette Mancy                            | Navette Mancy              | Navette Mancy                |
| Mancy        | Théâtre ⥋ Mancy |                            |                            |                            |                                                   |                                         |                                          |                            |                              |
| Mancy        | Ouverture / Fermeture 1er août 2018 / — | Longueur 2 km              | Durée 8 min                | Nb. d’arrêts 4             | Matériel Noventis 400 / Dietrich City 23 Sprinter | Jours de fonctionnement L, Ma, Me, J, V | Jour / Soir / Nuit / Fêtes O / — / N / N | Voy. / an —                | Exploitant Keolis Monts Jura |
| Mancy        | Desserte : Lons-le-Saunier. Principaux arrêts : Théâtre, Poste, Gare SNCF, Mancy. |                            |                            |                            |                                                   |                                         |                                          |                            |                              |
| Mancy        | Autre : La Navette Mancy possède la particularité de ne fonctionner que pour un unique aller chaque matin de la semaine.                                                                 |                            |                            |                            |                                                   |                                         |                                          |                            |                              |
| Mancy        | Dernière actualisation : — |                            |                            |                            |                                                   |                                         |                                          |                            |                              |

### Tallis' École
Les nouvelles compétences des agglomérations ont donné naissance aux ligne Tallis' Écoles avec le nouveau réseau du 1er août 2018, pour relier les différentes communes aux établissements scolaires. Certaines de ces lignes remplacent d'anciens services précédemment effectués par MobiGo (ex-JuraGo). En parallèle, le réseau MobiGo gère quant à lui les ramassages scolaires des autres communes du département n'étant pas desservies par les transports de l'agglomération lédonienne. Les différents services fonctionnent du lundi au vendredi, uniquement en période scolaire.
Le service Tallis' Écoles est réservé aux scolaires possédant une carte de transport scolaire, délivrée par les services de l'agglomération.
| Ligne | Service                                                           | Communes desservies                                                                     | Etablissements scolaires                               |
| ----- | ----------------------------------------------------------------- | --------------------------------------------------------------------------------------- | ------------------------------------------------------ |
| TE 2  | Bourg Mairie (Condamine) < > École (Courlaoux)                    | Condamine et Courlaoux                                                                  | École de Courlaoux                                     |
| TE 3  | Mairie (Chilly-le-Vignoble) < > École (Messia-sur-Sorne)          | Chilly-le-Vignoble et Messia-sur-Sorne                                                  | École de Messia-sur-Sorne                              |
| TE 4  | Village (Geruge) < > Groupe scolaire (Macornay)                   | Geruge, Bornay, Vernantois, Moiron et Macornay                                          | École de Macornay                                      |
| TE 5  | Ancienne école (Mallerey) < > Mairie École (Trenal)               | Mallerey, Frébuans et Trenal                                                            | École de Frébuans École de Trenal                      |
| TE 6  | École (Gevingey) < > Primaire et maternelle (Cesancey)            | Gevingey et Cesancey                                                                    | École de Gevingey École de Cesancey                    |
| TE 7  | Vatagna (Perrigny) < > Gare routière (Lons-le-Saunier)            | Perrigny et Lons-le-Saunier                                                             | Collège Saint Exupéry Lycée Jean Michel Lycée Montciel |
| TE 8  | Village (Frébuans) < > Gare routière (Lons-le-Saunier)            | Condamine, Frébuans, Courlaoux, Chilly-le-Vignoble, Messia-sur-Sorne et Lons-le-Saunier | Lycée Jean Michel Lycée Montciel                       |
| TE 9  | Chavannes (Courlans) < > École (Courlans)                         | Courlans                                                                                | École de Courlans                                      |
| TE 10 | Chemin du village (Le Pin) < > École Richebourg (Lons-le-Saunier) | Le Pin, Chille, Villeneuve-sous-Pymont et Lons-le-Saunier                               | École Les Mouillères École Richebourg École Rousseau   |
| TE 11 | Salle des fêtes (Montaigu) < > École Clavel (Lons-le-Saunier)     | Montaigu et Lons-le-Saunier                                                             | École Clavel École de la Salle                         |
| TE 12 | Ancienne école (Pannessières) < > École (Perrigny)                | Pannessières et Perrigny                                                                | École de Perrigny                                      |

### Tallis' Malis
Le service Tallis' Malis est un transport à la demande qui dessert toutes les communes d'ECLA, y compris les plus éloignées et moins fréquentées. Celui-ci permet aux habitants des différentes communes périphériques de se déplacer malgré l'absence de Ligne Régulière, afin de rejoindre le centre de l'agglomération, ou de se déplacer au sein de celle-ci en dehors des arrêts classiques. Ce service est effectué par deux véhicules distincts des autres véhicules urbains, pour lesquelles il est nécessaire de réserver par téléphone ou en ligne le jour précédent le voyage.
Le transport à la demande Tallis' Malis fonctionne du lundi au samedi, de 8h à 12h et de 13h30 à 17h30, périodes scolaires et vacances confondues.

## Exploitation

### Matériel roulant
Le matériel roulant a été renouvelé avec l'apparition du nouveau réseau le 1er août 2018, avec l'achat de nouveau midibus correspondant aux normes €6 concernant l'émission de particules fines. Aussi, la livrée auparavant à dominante verte et orange a été modifiée, pour un nouvel habillage à fond blanc, sur lequel est apposée une ligne multicolore sur toute la longueur du véhicule. Cela fait suite au changement de logo et d'identité du réseau.
| Marque              | Modèle       | Mise en service | Numéro de parc | Affectation         |
| ------------------- | ------------ | --------------- | -------------- | ------------------- |
| Mercedes-Benz       | Citaro C2 K  | 01/08/2018      |                | Lignes 1 et 3       |
| Mercedes-Benz       | Citaro C2 K  | 01/08/2018      |                | Lignes 1 et 3       |
| Mercedes-Benz       | Citaro C2 K  | 01/08/2018      |                | Lignes 1 et 3       |
| Mercedes-Benz       | Citaro C2 K  | 01/08/2018      |                | Lignes 1 et 3       |
| Heuliez Bus         | GX 127       | 2007            |                | Véhicule de réserve |
| Dietrich            | City 23      | 01/08/2018      |                | Lignes 2 et 3       |
| Dietrich            | City 23      | 01/08/2018      |                | Lignes 2 et 3       |
| Noventis            | 420 (Trafic) | 2011            |                | Véhicule de réserve |
| Modulis 30 (Jumper) |              | 2010            |                | TAD Malis           |
| Modulis 30 (Jumper) |              | 2010            |                | TAD Malis           |

### Dépôt
Le dépôt du réseau Tallis se situe dans la Zone Industrielle de Lons-le-Saunier : Perrigny

### Tarification
Au lancement du réseau, le billet à l'unité était proposé au tarif de 1,10€. Les évolutions tarifaires ont été peu fréquentes, le prix du ticket simple étant depuis la 1er janvier 2021 de 1,30€. Cette augmentation de 10 centimes par rapport au tarif précédent aurait dû intervenir au cours de l'année 2020, comme prévu dans le contrat avec le délégataire. Face à la pandémie, la Communauté d'Agglomération a néanmoins décidé de repousser de quelques mois sa mise en application.
Il est possible de s'acquitter d'un titre de transport à bord d'un véhicule, à la boutique Mobilité, située 31 Avenue Thurel à Lons-le-Saunier, ou directement sur la boutique en ligne du site Tallis.
Tous les trajets sur les Lignes Régionales Mobigo effectué à l'intérieur des limites de la communauté d'agglomération est accessible au tarif Tallis de 1,30€ (contre 1,50€ pour un trajet régional). Le ticket offre, comme les titres Tallis classique, la possibilité d'effectuer une correspondance sur le réseau urbain, dans la limite d'une heure.